# Zikret Mahmić
Zikret Mahmić (ur. 4 stycznia 1971 w Zenicy) – bośniacki niepełnosprawny siatkarz, medalista paraolimpijski.
Karierę rozpoczął w klubie Zenica 92. W reprezentacji narodowej grał od 1995 roku. Stał na podium mistrzostw świata. Był m.in. mistrzem świata z lat 2002 i 2006, oraz brązowym medalistą z 1998 roku. Na mistrzostwach Europy zwyciężył m.in. w 1999, 2001 i 2003 roku. W latach 2000–2008 trzykrotnie zdobył medal igrzysk paraolimpijskich, w tym raz złoty (2004) i dwukrotnie srebrny (2000, 2008). W 2000 roku został uznany najlepszym niepełnosprawnym sportowcem Bośni i Hercegowiny.
W 2017 roku wyróżniono go tytułem zasłużonego sportowca Bośni i Hercegowiny.